# 1 (маршрут метро, Нью-Йорк)
1 Broadway — Seventh Avenue Local — маршрут Нью-Йоркского метрополитена, проходящий в Бронксе и Манхэттене. Маршрут проходит по линии Бродвея и Седьмой авеню, Ай-ар-ти. На картах, станциях, вагонах и т. д. он обозначается красным цветом, поскольку проходит по линии Бродвея и Седьмой авеню.
Маршрут 1 оперирует круглосуточно между Van Cortlandt Park — 242nd Street в Бронксе и South Ferry в Манхэттене, делая остановки на всех без исключения станциях.
1 и 3 — единственные  два маршрута в системе метро, имеющие наземные станции в Манхэттене.

## История маршрута
| Маршрутный знак № 1 поезда R12 |

| Обозначение с 1967 по 1979 |

| Обозначение с 1979 |

Во время строительства первой линии метрополитена, с 1904 по 1908 годы, главной для маршрута была ветка West Side, действующая из Нижнего Манхэттена до Van Cortlandt Park, через сегодняшние IRT Lexington Avenue Line, 42nd Street Shuttle, и IRT Broadway — Seventh Avenue Line. Существовал как локальный, так и экспресс-маршрут (по экспресс-путям южнее 96th Street). Экспрессы работали в часы пик до Бруклина, Atlantic Avenue — Pacific Street, а локальные и экспрессы в другое время, уходили на City Hall или South Ferry.

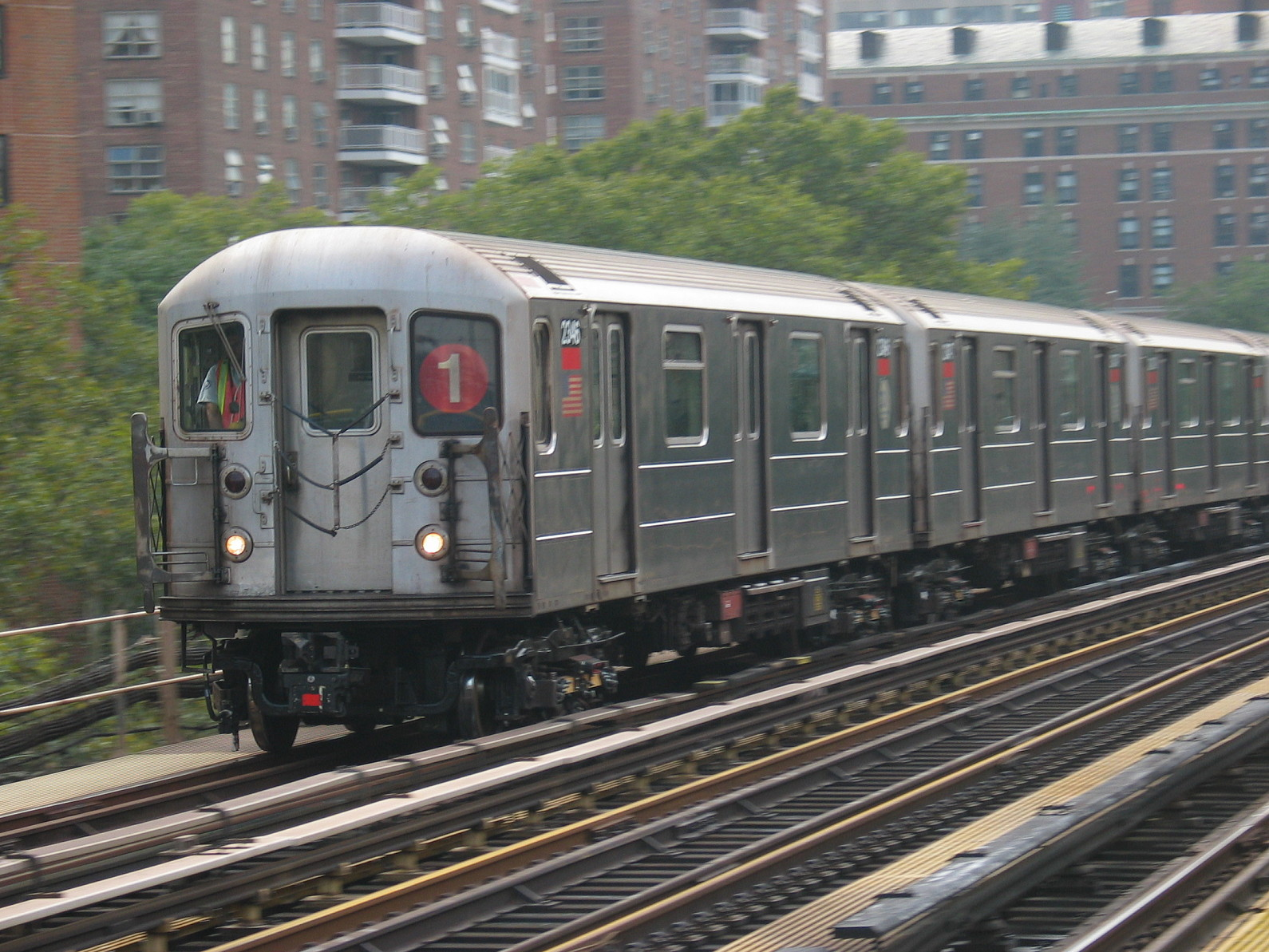
Поезд 1 маршрута приближается к 125th Street

Первая часть Broadway — Seventh Avenue Line южнее Times Square, челнок до 34th Street — Penn Station, открылась 3 июня 1917 года. 1 июля 1918 года направление челнока было продлено на юг до South Ferry с коротким челноком на Brooklyn Branch, между Chambers Street и Wall Street. Окончательно, новая «H» система была создана 1 августа 1918 года, соединив две половины IRT Broadway — Seventh Avenue Line и отправив поезда с Вест-Сайда южнее от Times Square.
Локальные маршруты работали до South Ferry, в то время, как экспрессы использовали Бруклинскую ветку к Wall Street, продлённую до Atlantic Avenue, через Clark Street Tunnel 15 апреля 1919 года. Продление IRT Eastern Parkway Line, и соединение IRT Nostrand Avenue Line и IRT New Lots Line открылись в последующие несколько лет. В результате, поезда с Вест-Сайда шли до Brooklyn College — Flatbush Avenue или New Lots Avenue.
6 февраля 1959 года, направление 1 стало локальным в Вест-Сайде. Прежде экспрессы 1 были экспрессами вдоль Вест-Сайда и до Бруклина, а 3 был локальным до South Ferry. Потом направление 1 было оставлено.
21 августа 1989 года, был создан безостановочный сервис 1/9 в будни. Этот маршрут работал севернее 137th Street—City College. 1 пропускал Marble Hill — 225th, 207th и 145th Street, а 9 238th, 215th, Dyckman и 157th Street.
В 1994 году, полуденный безостановочный сервис был отменён. Поезда также стали останавливаться и на 191st Street.
После 11 сентября 2001 года, 1 был перенаправлен с участка IRT Broadway — Seventh Avenue Line, работающего под Всемирным торговым центром, который был сильно повреждён под разрушенными башнями-близнецами. Он работал только между 242nd Street и 14th Street, являясь локальным севернее и экспрессом южнее 96th Street; направление 9 и безостановочный сервис в это время были приостановлены. 19 сентября, после нескольких задержек на 96th Street, маршрут был изменён. 1 начал делать только локальные остановки от 242nd Street до New Lots Avenue, через Clark Street Tunnel и IRT Eastern Parkway Line, заменив 3 (в это время действующего до 14th Street), и работал круглосуточно кроме ночи от Chambers Street в Манхэттене. 15 сентября 2002 года, направление 1 и 9 было возвращено до South Ferry. Так же был восстановлен безостановочный сервис.
27 мая 2005 года, 9 и безостановочный сервис были отменены.
16 марта 2009 года, Саут-Ферри (с одним путём для безостановочного оборота) была закрыта и открыта новая Саут-Ферри с тупиковыми путями. Последние станции в системе были открыты в 1989 года когда открылась IND 63rd Street Line.
В результате затопления 30 октября 2012 года южной конечной станции Саут-Ферри ураганом «Сэнди» и последующего её закрытия на капитальный ремонт, маршрут был переведён на старую станцию Саут-Ферри, на которую поезда прибывали до 16 марта 2009 года. Такой режим работы маршрута продолжался до повторного открытия новой станции 27 июня 2017 года.

## Маршрут
Используемые пути в зависимости от дня недели и времени суток
| От станции включительно          | До станции включительно | Круглосуточно  |
| -------------------------------- | ----------------------- | -------------- |
| Ван-Кортландт-парк — 242-я улица | Саут-Ферри              | локальные пути |

Схема маршрута
| Условные обозначения |
| для дней и часов работы маршрутов (более точно указано во всплывающих подсказках при этих обозначениях): |
| --- |
| круглосуточно круглосуточно, кроме ночи круглосуточно, кроме будней днём (либо часов пик) в пиковом направлении в будни днём (и, возможно, вечером) в будни круглосуточно в часы пик в будни днём (либо в часы пик) в пиковом направлении в будни днём (либо в часы пик) в направлении, обратном пиковому в выходные ночью ночью и в выходные (и, возможно, вечером) нет движения поездов |

|  |

|  |

|  |

|  |

| Марбл-Хилл (Metro-North)[англ.] |

|  |

|  |

|  |

|  |

|  |

|  |

| A — круглосуточно · A — круглосуточно · C — круглосуточно, кроме ночи · C — круглосуточно, кроме ночи | 168-я улица |

|  |

|  |

|  |

|  |

|  |

|  |

|  |

|  |

| 2 — круглосуточно · 2 — круглосуточно · 3 — круглосуточно · 3 — круглосуточно |

|  |

| 2 — ночью · 2 — ночью |

|  |

| 2 — ночью · 2 — ночью |

|  |

| 2 — круглосуточно · 2 — круглосуточно · 3 — круглосуточно · 3 — круглосуточно |

|  |

| 2 — ночью · 2 — ночью |

|  |
|  |
|  |

| 2 — ночью · 2 — ночью | на той же станции           |
| A — круглосуточно · A — круглосуточно · B — в будни днём и вечером до 23:00 · B — в будни днём и вечером до 23:00 · C — круглосуточно, кроме ночи · C — круглосуточно, кроме ночи · D — круглосуточно · D — круглосуточно | 59-я улица — Колумбус-Серкл |

|  |

| 2 — ночью · 2 — ночью |

|  |
|  |
|  |
|  |
|  |
|  |
|  |
|  |
|  |

| 2 — круглосуточно · 2 — круглосуточно · 3 — круглосуточно · 3 — круглосуточно | на той же станции                            |
| 7 — круглосуточно · 7 — круглосуточно · <7> — в часы пик в пиковом направлении · <7> — в часы пик в пиковом направлении | Таймс-сквер                                  |
| A — круглосуточно · A — круглосуточно · C — круглосуточно, кроме ночи · C — круглосуточно, кроме ночи · E — круглосуточно · E — круглосуточно | 42-я улица — Автовокзал Портового управления |
| N — круглосуточно · N — круглосуточно · Q — круглосуточно · Q — круглосуточно · R — круглосуточно, кроме ночи · R — круглосуточно, кроме ночи · W — в будни днём и вечером до 23:00 · W — в будни днём и вечером до 23:00                                                                             | Таймс-сквер — 42-я улица                     |
| S (челнок 42-й улицы) — круглосуточно, кроме ночи · S (челнок 42-й улицы) — круглосуточно, кроме ночи | Таймс-сквер                                  |
| 7 — круглосуточно · 7 — круглосуточно · <7> — в часы пик в пиковом направлении · <7> — в часы пик в пиковом направлении | Пятая авеню                                  |
| B — в будни днём и вечером до 23:00 · B — в будни днём и вечером до 23:00 · D — круглосуточно · D — круглосуточно · F — круглосуточно · F — круглосуточно · <F> — в часы пик в пиковом направлении · <F> — в часы пик в пиковом направлении · M — в будни днём и вечером · M — в будни днём и вечером | 42-я улица — Брайант-парк                    |
| автовокзал Портового управления[англ.] |                                              |

|  |
|  |
|  |

| 2 — круглосуточно · 2 — круглосуточно · 3 — круглосуточно · 3 — круглосуточно |
| Пенсильванский вокзал                                                         |

|  |

| 2 — ночью · 2 — ночью |

|  |

| 2 — ночью · 2 — ночью |

|  |

| 2 — ночью · 2 — ночью |

|  |
|  |
|  |
|  |
|  |

| 2 — круглосуточно · 2 — круглосуточно · 3 — круглосуточно, кроме ночи · 3 — круглосуточно, кроме ночи                                                                             | на той же станции |
| F — круглосуточно · F — круглосуточно · <F> — в часы пик в пиковом направлении · <F> — в часы пик в пиковом направлении · M — в будни днём и вечером · M — в будни днём и вечером | 14-я улица        |
| L — круглосуточно · L — круглосуточно | Шестая авеню      |
| 14-я улица (PATH)[англ.] |                   |

|  |
|  |
|  |

| 2 — ночью · 2 — ночью         |
| Кристофер-стрит (PATH)[англ.] |

|  |

| 2 — ночью · 2 — ночью |

|  |

| 2 — ночью · 2 — ночью |

|  |

| 2 — ночью · 2 — ночью |

|  |

| 2 — круглосуточно · 2 — круглосуточно · 3 — круглосуточно, кроме ночи · 3 — круглосуточно, кроме ночи |

|  |

| Всемирный торговый центр (PATH)[англ.] |

|  |

|  |
|  |
|  |

| N — ночью · N — ночью · R — круглосуточно · R — круглосуточно · W — в будни днём и вечером до 23:00 · W — в будни днём и вечером до 23:00 | Уайтхолл-стрит — Саут-Ферри |
| терминал Уайтхолл[англ.] (Статен-Айленд Ферри)                                                                                            |                             |